# Devin Logan
Devin Logan, född den 17 februari 1993 i Oceanside, New York, är en amerikansk freestyleåkare.
Hon tog OS-silver på damernas slopestyle i samband med de olympiska freestyletävlingarna 2014 i Sotji.